# DU 94 B
,,
La DU 94 B (Draisine Unifiée modèle 1994 Basique) est un engin moteur de la SNCF spécialement aménagé pour le transport du personnel et du matériel.

## Description
Conçues par l'établissement industriel équipement de Brive-la-Gaillarde (EIV Quercy-Corrèze) à partir de châssis de wagons R80, ces draisines sont équipées de grues hydrauliques et peuvent remorquer 5 wagons ou 6 remorques (tombereaux unifiés de 10 tonnes) grâce à leur attelage tulipe.

## Numérotation
La numérotation de l'engin se compose d'un premier chiffre indiquant le groupe auquel appartient la draisine suivi de 3 chiffres qui correspondent au numéro d'ordre. 
Le groupe est déterminé en fonction de la puissance et de la masse de l'engin. Les DU 94 B appartiennent au groupe 8.

## Caractéristiques techniques
La chaîne cinématique des DU 94 B se compose d'un moteur IVECO 8210 SRI 12 de 310 kW (420 ch) ou d'un moteur Renault V.I. 06 35 40 de 305 kW (415 ch), d'un convertisseur Clark C 8672-44 et d'une boîte de vitesses hydromécanique Clark 8422-155. La transmission vers les ponts se fait par cardans.
On distingue 2 modèles de grues : 
- La Fassi F190
- La Palfinger PK 24000

Elles permettent le déplacement de l'engin à partir du pupitre de la grue jusqu'à une vitesse de 10 km/h.
Les dispositifs de sécurité qui équipent ces draisines sont la veille automatique, la répétition des signaux, le dispositif d'arrêt automatique des trains (DAAT) et la radio sol train.
La cabine peut également être équipée de la climatisation (en option).

## Engins particuliers
- Les DU 94 LGV disposent d'un wagon pilote, d'un moteur de 328 kW (447 ch) et de la TVM 430 pour circuler sur les lignes à grande vitesse. Engin équipé d'une grue PK22000.
- Les DU 94 BMC sont des engins bi-mode (électrique et diesel) équipés de 2 cabines et d'un nacelle élévatrice.
- Les DU 94 BGV ont une grue Roller de 22 t.m qui se déplace sur le châssis de la draisine.
- Les DU 94 BV2E disposent d'un wagon pilote type K50, de la TVM 430 pour circuler sur les lignes à grande vitesse, de boucle inductive. Ces engins circulent sur LN6. Il existe 3 engins de ce type.
- La DU 94 BV2R dispose d'un wagon pilote, de la TVM 430 pour circuler sur les lignes à grande vitesse, d'équipement ATESS, de boucle inductive. La draisine est motorisée par un DEUTZ TCD 2015 V6 puissance 360 kW / 500CV. Cet engin circule sur LN7.